# Мунк, Герман
Герман Мунк (нем. Hermann Munk; 3 февраля 1839, Позен — 1 октября 1912, Берлин) — германский физиолог, преподаватель и научный писатель, один из крупнейших физиологов своего времени.
Высшее образование получил в Берлине и Гёттингене, в 1859 году получил в Берлинском университете докторскую степень по медицине, в 1862 году стал в нём доцентом, семь лет спустя был повышен до экстраординарного, а в 1876 году — до ординарного профессора физиологии в ветеринарном колледже в Берлине и одновременно возглавил здесь же физиологическую лабораторию. Проводил исследования на острицах, впоследствии на собаках и обезьянах; изучал в основном общую физиологию нервов и мозга. Отличался от многих других физиологов тем, что стремился на как можно более долгий срок сохранить жизнь своим подопытным животным с целью долгосрочного изучения.
Представил исследования об образовании яичка и семени и об оплодотворении нематод; начиная с 1860 года издал многочисленные работы по общей и частной физиологии нервов. Ему принадлежат сочинения «Untersuchungen über das Wesen der Nervenerregung» (I, Лейпциг, 1868), «Die elektrischen u. Bewegungserscheinungen am Blatte der Dionea Muscipula» (1876), «Ueber die Funktionen der Grosshirnrinde» (Берлин, 1881; 2-е издание — 1890).
Представил также новый взгляд на значение так называемой двигательной области мозга, которую рассматривал как группу чувствительных центров, в которых локализируются восприятия и представления, возникающие из различных ощущений, которые доходят до сознания из каждой части тела; предложил для этой области название чувствительной сферы (нем. Fühlsphäre) и разделил её на 7 отдельных участков. Разрушение в области каждого из них вело за собой, по его мнению, расстройства исключительно в соответственной части тела. Старался и точно локализировать каждый из участков чувствительной сферы. Его гипотеза, однако, не нашла, подтверждения в трудах других исследователей и привела к оживлённой полемике между ним и оппонентами. Одним из первых доказал, что корковые поражения могут приводить к слепоте.